# Wilhelm Schöpff
Friedrich Wilhelm Traugott Schöpff (* 15. November 1826 in Dresden; † 13. Februar 1916 in Niederlößnitz) war ein deutscher lutherischer Pastor, Dichter und Librettist.

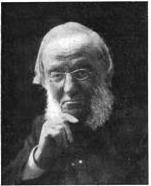
Wilhelm Schöpff (um 1907)

## Leben
Wilhelm Schöpff war Sohn des Diakons an der Kreuzkirche und Predigers an der Sophienkirche Joseph Wilhelm Schöpff (1793–1831). Er besuchte die Kreuzschule und hielt 1847 die Abschiedsrede in Form eines deutschen Gedichts Der Prophet von Ferrara. Bis 1850 studierte er Evangelische Theologie an der Universität Leipzig. Anschließend wirkte er als Lehrer, bevor er 1858 Diaconus in Plauen wurde. Er war Pfarrer in Oberlossa und Straßberg und ab 1871 Pfarrer in Geringswalde. 1876 ging er als Pfarrer nach Großröhrsdorf und 1883 nach Gersdorf. 1894 wurde er emeritiert und zog nach Niederlößnitz.
Er veröffentlichte auch unter dem Pseudonym Wilfried von der Neun, das er sich schon während der Schulzeit zugelegt hatte und das an den Hausnamen seines Elternhauses Zu den neun Musen in der Pillnitzer Straße angelehnt war, Gedichte, die von Robert Schumann als Lieder vertont wurden. Weitere Namensansetzungen sind W. Schöpff, Wilhelm Schoepff, (Friedrich) Wilhelm (Traugott) Schöpf und Frid. Guil. Pistoth. Schöpff.

## Werke

### Schriften
- Endweder - Oder in der Volksschulfrage mit Rücksicht auf den neuesten preussischen Volksschulgesetzentwurf. Naumann, Leipzig 1892.

### Gedichte
- Welt und Herz. Dichtungen. 2. Auflage. Leipzig 1856.
- In Gottes Licht: Gedichte. 4. gesicht. u. verm. Aufl. von „Welt u. Herz“ Abt. 1, Finster, Kötzschenbroda 1908.
- Aus bunter Welt / Gedichte. Pierson, Dresden, Leipzig 1908.
- Lichter u. Pfeile: Sprüche u. Spruchartiges. 4. gesichtete u. stark verm. Aufl. von „Welt u. Herz“ Abt. 3, Pierson, Dresden, Leipzig 1909.

### Libretti
- 6 Gesänge, Op.89 (Schumann, Robert).[2]
- Lieder und Gesänge, Vol.IV, Op.96 (Schumann, Robert).[2]

## Auszeichnungen
- Albrechts-Orden (Ritterkreuz I. Klasse)[3][4]